# Присутствені місця

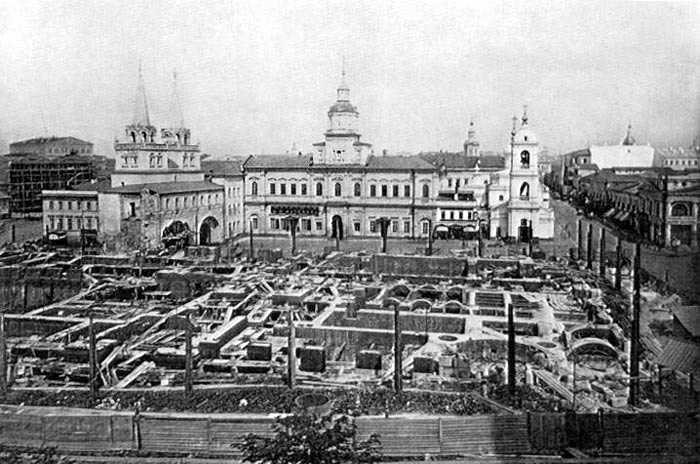
Губернські присутствені місця в середині XIX століття (ліворуч — Воскресенські ворота, праворуч—— Казанський собор)

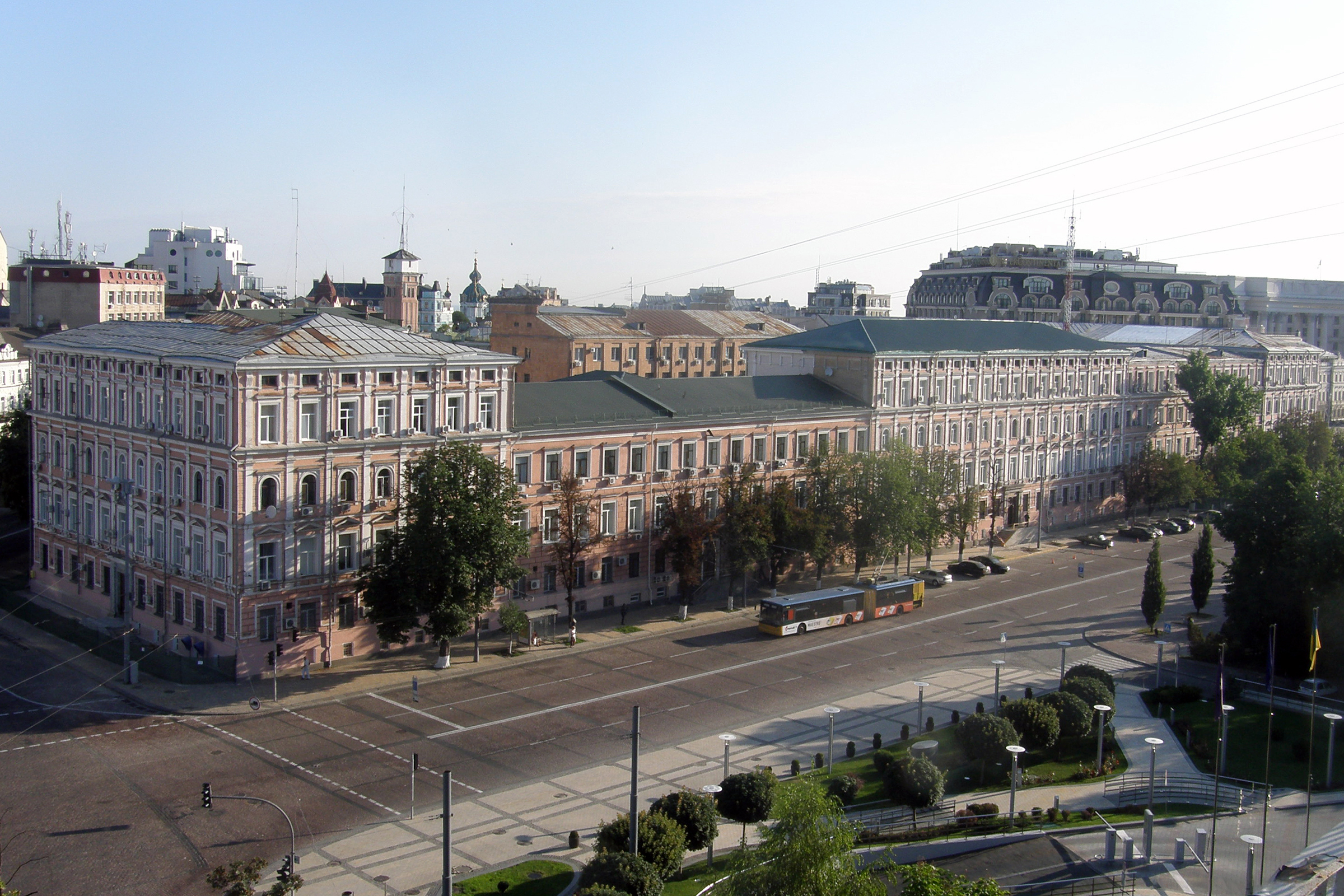
Присутствені місця в Києві

Прису́тствені місця, або прису́тствія — загальна назва державних адміністративних органів у Російській імперії, у тому числі колегіального характеру, для центрального, губернського або повітового управління. Запроваджувалися російським царем Петром I на основі запозиченого зі Швеції вчення камералізму із принципами спеціалізації, регламентації обов'язків чиновників, визначеними днями тижня та годинами перебування в канцеляріях, уніфікованими штатами й жалуванням, законодавчо впроваджуваними формами діловодства, типами та видами документів, а також ступенем підпорядкованості їх один одному й контролю за їхньою діяльністю. За недотримання режиму роботи в присутствених місцях чиновників і службовців штрафували, звільняли зі служби тощо.
В українських губерніях присутствені місця запроваджувалися російською імператрицею Катериною II на основі законодавчого акта «Учреждения для управления губерний Российской империи» 1775. Унаслідок придушення польського повстання 1830—1831 у 1830 в західних губерніях повністю ліквідовувалися регіональні назви присутствених місць і запроваджувалися загальноросійські: департаменти головних судів отримали назву карних палат, гродські суди ліквідовувалися, а їхні функції переходили до повітових земських судів із новою назвою — «повітові» (уездные). Того ж року назви присутствених місць у губерніях Лівобережної України також були уніфіковані відповідно до «Учреждений …». Крім того, запроваджувалися нові присутствені місця, зокрема совісні та сирітські суди, а в західних губерніях — міські думи. 1837 канцелярська служба в міських присутствених місцях: магістратах, ратушах, та секретарів у міських думах набула значення державної.
Соціальні реформи, проведені 1860—79, сприяли появі самоврядних органів влади, діяльність яких контролювалася й спрямовувалася державними установами, які у своїй назві використовували слово «присутствіє», зокрема: губернське в селянських справах присутствіє, губернське в земських і міських справах присутствіє, присутствіє у справах страхування робітників та ін. Для економії коштів і зручності населення основні державні установи розміщувалися в одній адміністративній будівлі в губернському та повітовому місті, яка отримувала назву «присутствені місця». Їх будівництво здійснювалося за типовими проектами і фасадами, схваленими російським імператором Олександром I 1823. Якщо губернські чи повітові в'язниці не були заповнені злочинцями, то присутствені місця розташовувалися в їхніх приміщеннях.

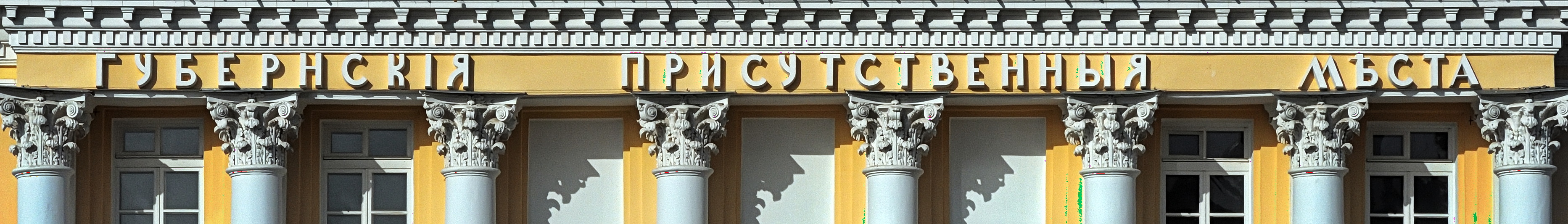
Напис на фасаді Присутствених місць у Ярославлі

1845 були схвалені верховною владою нові типові проекти губернських 3-поверхових та повітових 2-поверхових присутствених місць, а також окремо — плани будівель друкарень, етапних приміщень і приміщень для ночівлі. Для будівництва присутствених місць держава виділяла кошти, а також запроваджувала їх збір із місцевого населення, зокрема практикувала такий у Подільській, Волинській і Київській губерніях. 1845 його сплачували в Подільській губернії купці — 0,25 % їхніх капіталів, ін. платники податків, за винятком державних селян, — 3,5 копійки сріблом упродовж 5-ти років; у Волинській губернії розмір збору було збільшено для платників податку до 4 копійок сріблом, термін сплати тривав 14 років. Для населення Київської губернії встановлювалася така ж схема сплати коштів на облаштування присутствених місць, із тією різницею, що збір становив 5 копійок сріблом, зі строком 8 років.